# Аранеоморфні
Аранеоморфні павуки (лат. Araneomorphae) — інфраряд павуків (Araneae). У помірних широтах люди найчастіше стикаються з павуками з цієї групи. Тривалість життя більшості представників — близько року.

## Будова
Хеліцери більшості аранеоморфних павуків мають лабідогнатну будову: їх другі членики складаються в медіальному напрямі — один назустріч одному. Порівняно з ортогнатними хеліцерами мігаломорфних павуків, лабідогнатні хелицери дозволяють атакувати більшу здобич, з чим пов'язують велике число карликових форм в цій групі.

## Таксономія
Аранеоморфних павуків поділяють на два таксона:
- Paleocribellatae — включає одну сучасну родину  —  абажурових павуків ( Hypochilidae) з 12 видами ;
- Neocribellatae — близько 39 тисяч видів, що об'єднуються в 93 родини[2]. Їх, у свою чергу, групують у три серії:
  -  Gradunguleae — 2 родини c 27 видами;
  -  Haplogynae — 17 родин, близько 3 650 видів;
  -  Entelegynae — 73 родини, близько 35 300 видів.

## Класифікація
Нижче подано перелік родин:
- Hypochilidae
- Austrochilidae
- Gradungulidae
- Filistatidae
- Sicariidae
- Scytodidae
- Periegopidae
- Drymusidae
- Leptonetidae
- Telemidae
- Ochyroceratidae
- Pholcidae — павуки-сінокосці, павуки-довгоніжки
- Plectreuridae
- Diguetidae
- Caponiidae
- Tetrablemmidae
- Segestriidae
- Dysderidae
- Oonopidae
- Orsolobidae
- Archaeidae
- Mecysmaucheniidae
- Pararchaeidae
- Holarchaeidae
- Huttoniidae
- Stenochilidae
- Palpimanidae
- Malkaridae
- Mimetidae
- Eresidae
- Oecobiidae
- Hersiliidae
- Deinopidae
- Uloboridae
- Cyatholipidae
- Synotaxidae
- Nesticidae
- Theridiidae — павуки-тенетники
- Theridiosomatidae
- Symphytognathidae
- Anapidae
- Micropholcommatidae
- Mysmenidae
- Synaphridae
- Pimoidae
- Sinopimoidae
- Linyphiidae — балдахінні павуки
- Tetragnathidae — тетрагнати, чотирищелепні
- Nephilidae
- Павуки-колопряди (Araneidae)
- Lycosidae — павуки-вовки
- Trechaleidae
- Pisauridae — пізаури
- Oxyopidae — павуки-рисі
- Senoculidae
- Stiphidiidae
- Zorocratidae
- Psechridae
- Zoropsidae
- Zoridae
- Ctenidae
- Agelenidae — трубкові павуки
- Cybaeidae
- Desidae
- Amphinectidae
- Cycloctenidae
- Hahniidae
- Dictynidae
- Amaurobiidae
- Phyxelididae
- Titanoecidae
- Nicodamidae
- Tengellidae
- Miturgidae
- Anyphaenidae
- Liocranidae
- Clubionidae
- Corinnidae
- Zodariidae
- Chummidae
- Homalonychidae
- Ammoxenidae
- Cithaeronidae
- Gallieniellidae
- Trochanteriidae
- Lamponidae
- Prodidomidae
- Gnaphosidae
- Selenopidae — настінні павуки-краби
- Sparassidae
- Philodromidae
- Thomisidae — павуки-краби
- Salticidae — павуки-скакуни
- Myrmecicultoridae